# Mòrzies
Morzes o Mòrzies  (Morzes o Morzias, Μορζίας) fou un dels reis de Paflagònia que va lluitar contra els romans en la guerra contra Roma el 189 aC. Morzes fou derrotat per Farnaces I del Pont i després fou compensat en el tractat de pau entre Pont i el rei Èumenes II de Pèrgam. Va viure en temps d'Antíoc III.